# Бариев, Радик Зуфарович
Радик Зуфарович Бариев (тат. Радик Зөфәр улы Бариев; род. 30 июня 1970, Казань, Татарская АССР, РСФСР, СССР) — российский татарский актёр. Народный артист Республики Татарстан (2017), заслуженный артист Республики Татарстан (2007). Лауреат Государственной премии Республики Татарстан имени Габдуллы Тукая (2019).

## Биография
Радик Зуфарович Бариев родился 30 июня 1970 года в Казани.
После школы работал газоэлектросварщиком на заводе, участвовал в молодёжной самодеятельности. В 1990 году поступил на татарский курс Казанского государственного института искусств и культуры, по окончании которого в 1995 году был принят в труппу Татарского государственного академического театра имени Галиасгара Камала. В студенческие годы дебютировал в массовых сценах, а также впервые выступил с самостоятельными эпизодическими ролями Абрама и пажа Париса в спектакле «Ромео и Джульетта» по У. Шекспиру. В то время также снимался в телерекламе.
Сценический псевдоним — Радик Бари (тат. Радик Барый). По оценкам критиков, представляет из себя очень пластичного актёра, умеющего создавать умные характеры, точные по содержанию и графически чёткие по форме. В настоящее время является одним из ведущих актеров театра. Пробовал себя в режиссуре, поставил несколько спектаклей: «Дачный сезон» С. Юзеева, «Любишь, не любишь» Ф. Булякова, «Игра с монстриком» И. Зайниева. С сокурсником И. Мухаматгалиевым известен также как участник комедийного дуэта «Маршида и Хуршида», схожего по образу с «Новыми русскими бабками». Снимается в фильмах и сериалах, в частности, в 2021 году сыграл одну из главных ролей в масштабной 40-серийной мелодраме «Бер-бер хәл» для телеканала «ТНВ».
В течение 8 лет преподавал в Казанском государственном институте искусств и культуры, вместе с Ф. Бикчантаевым выпустил два курса студентов. В 2019 году был номинирован на Государственную премию Республики Татарстан имени Габдуллы Тукая, которую получил вместе с камаловцами Л. Хамитовой и И. Хайруллиным за создание сценических образов в ряде спектаклей. В 2021 году был избран председателем контрольно-ревизионной комиссии Союза театральных деятелей Республики Татарстан.

## Роли
Абрам, паж Париса («Ромео и Джульетта» У. Шекспира), Вандалино («Учитель танцев» Л. де Вега), Поль («Станция Шамбодэ» Э. Лабиша), Роберто («Суббота, воскресенье, понедельник» Э. де Филиппо), Дон Жуан («Дон Жуан» Мольера), Дорн («Чайка»), Солёный («Три сестры» А. Чехова), пастух («Черная бурка» Г. Хугаева), седой старик, дервиш («Слепой падишах» Н. Хикмета), Котэ («Ханума» А. Цагарели), Сиразетдин («Банкрот» Г.Камала), Шурик («Душечка»), Исмагил («Диляфруз-remake») Т. Миннуллина), хан («Рыжий насмешник и его черноволосая красавица»), Маматов («Гульджамал» Н. Исанбета), Фирдаус («Казанские парни»), Фаридун («Баскетболист»), Вафа («Кукольная свадьба» М. Гилязова), Ильяс («Казанское полотенце» К. Тинчурина), Амирхан («Смелые девушки» Т. Гиззата), Рассуханов («Немая кукушка» З. Хакима), Рыжий («Реестр любви»), Ринат («GO! Баламишкин» Ф. Булякова), Накип («Пришлый» С. Гаффаровой).

## Награды
Звания

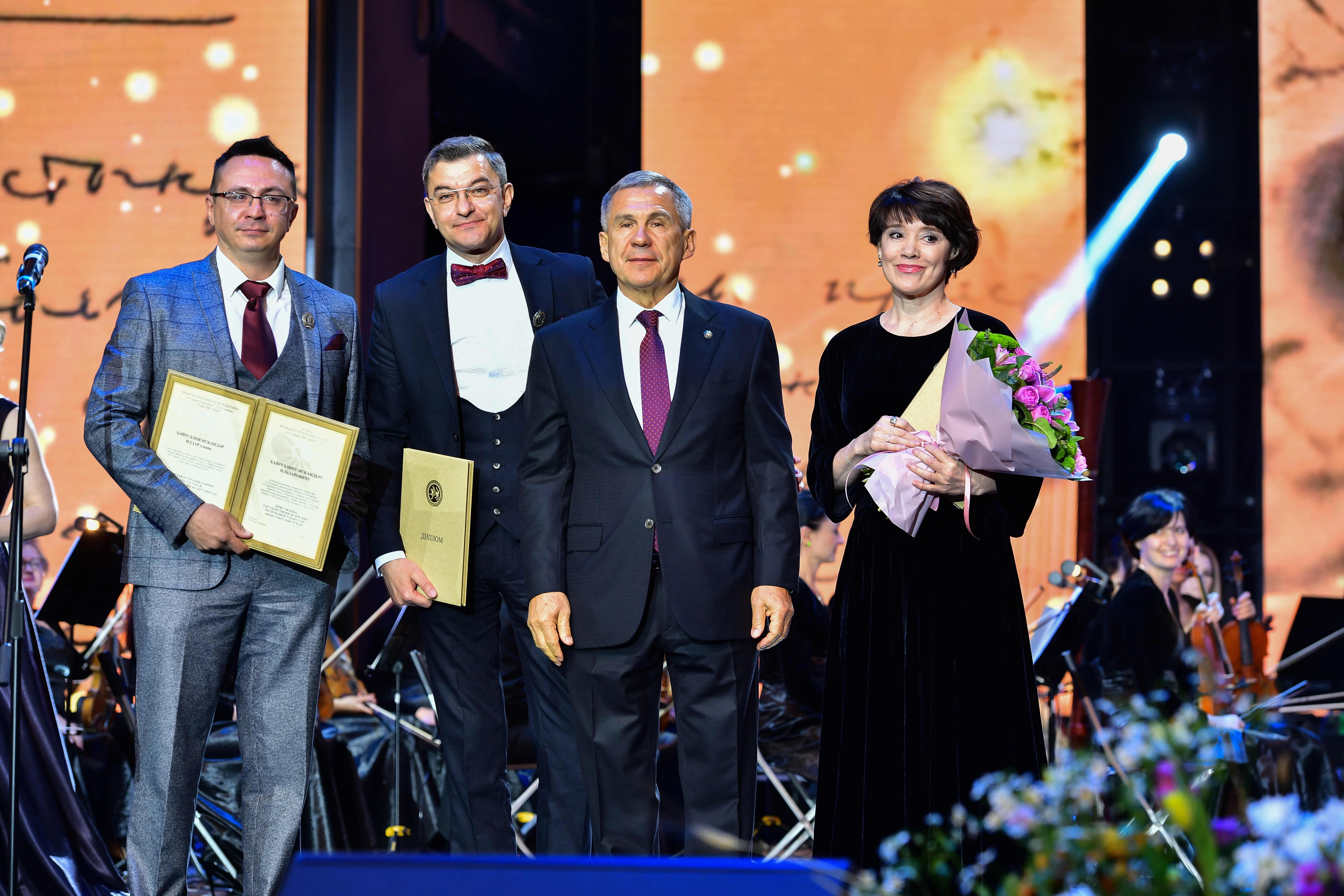
Вручение премии Тукая, 2019 год

- Народный артист Республики Татарстан (2017 год) — за плодотворную творческую деятельность и большой вклад в развитие театрального искусства[28][29].
- Заслуженный артист Республики Татарстан (2007 год)[16][2].

Премии
- Государственная премия Республики Татарстан имени Габдуллы Тукая (2019 год) — за вклад в развитие татарского искусства и создание сценических образов в спектаклях «Гөлҗамал» («Гульджамал»), «Җирән чичән белән Карачәч сылу» («Рыжий насмешник и его черноволосая красавица»), «Кара чикмән» («Черная бурка»), «Өч сеңел» («Три сестры»), «Дон Жуан в составе группы артистов Татарского государственного академического театра имени Галиасгара Камала[30]. Вручена президентом Республики Татарстан Р. Н. Миннихановым на сцене Татарского театра оперы и балета имени Мусы Джалиля[31].
- Премия «Тантана»[тат.] (2014, 2016, 2024 гг.)[32][33][34].
- Премия имени Дамира Сиразиева[тат.] (2010 год)[35].

Прочее
- Благодарность президента Республики Татарстан (2020 год)[36].

## Личная жизнь
Женат, есть дочь и сын.